# Ilja Kratow
Ilja Kratow (* 26. Mai 2000) ist ein ehemaliger kasachischer Skispringer.

## Werdegang
Ilja Kratow debütierte am 10. und 11. August 2013 bei zwei Wettbewerben in Kranj im FIS Cup, wo er zweimal den 65. Platz belegte. Seitdem startete er regelmäßig bei Wettbewerben im FIS Cup, wobei sein bestes Ergebnis ein 22. Platz beim Wettbewerb in Eau Claire, Wisconsin am 28. Januar 2017 war.
Bei den Junioren-Skiweltmeisterschaften 2017 in Park City, Utah belegte Kratow im Einzelwettbewerb den 39. Platz. Bei den Nordischen Skiweltmeisterschaften 2017 kurz darauf in Lahti erreichte er im Mannschaftswettbewerb zusammen mit Roman Nogin, Alexei Koroljow und Nikolai Karpenko den 12. und letzten Platz und im Mixed-Teamwettbewerb zusammen mit Dayana Akhmetvaliyeva, Walentina Sderschikowa und Alexei Koroljow nur den 14. und ebenfalls letzten Platz.
Durch zwei zweite Plätze bei den FIS-Wettbewerben in Planica am 12. und 13. August 2017 belegte Kratow den dritten Platz in der Gesamtwertung des FIS-Carpath-Cups 2017/18.
Am 11. und 12. März 2017 startete Kratow in Zakopane erstmals im Continental Cup und belegte hier die Plätze 55 und 56.
Seinen letzten Wettbewerb bestritt Kratow am 30. September und 1. Oktober 2017 in Klingenthal im Rahmen des Continental Cups.